# J. Paul Hogan
John Paul Hogan (Lowes (Kentucky), 7 de agosto de 1919 – 19 de febrero de 2012) fue un investigador químico. Junto a Robert Banks, descubrió métodos para producir polipropileno y Polietileno de alta densidad.

## Biografía
Hogan era hijo de Charles Franklin y su mujer Alma y consiguió la licenciatura de Química y Física en la Universidad Estatal de Murray de Kentucky en 1942. Fue profesor en primera y secundaria antes de trabajar como investigador en la Phillips Petroleum Company en 1944.
Sus trabajos se centraron el área de plásticos y catalizadores. En 1951, inventó el polipropileno cristalino y Polietileno de alta densidad (HDPE) con su compañero Robert Banks. Estos plásticos fueron inicialmente bautizados como Marlex. Poseía (conjuntamente) una serie de patentes importantes y escribió trabajos de investigación antes de dejar Phillips en 1985.
Después de unos pocos años como consultor independiente, se retiró en 1993.
En 1987, Banks y él recibieron la Medalla Perkin y se le dio el premio de Héroes de Química de la Sociedad Estadounidense de Química en 1989. En 2001, fue incluido en el National Inventors Hall of Fame.